# Augustin Cabat
Pour les articles homonymes, voir Cabat.
Augustin Émile Louis Cabat (27 février 1848 à Paris - 1er avril 1927 à Paris) est un magistrat et homme de lettres français.

## Biographie
Fils de Louis-Nicolas Cabat et d'Émilie Bazin, il est élève au collège de l'Immaculée-Conception et suit des études de droit. 
Devenu avocat à la cour d'appel de Paris en 1869, mobilisé en 1870, il est attaché au parquet de la cour d'appel de Paris en 1871 et est secrétaire de la Conférence des avocats du barreau de Paris en 1874-1875. Il entre alors dans la magistrature, il siège au parquet jusqu'en 1898, en tant que substitut successivement à Bar-sur-Seine, Pontoise, Melun, Versailles, au tribunal de la Seine, puis du procureur général de Paris.
Passé magistrat du siège, il est nommé conseiller à la Cour d'appel de Paris en 1898, puis président de chambre en 1917.
Par ailleurs, il se consacre aux lettres, comme écrivain et critique. Il est membre de la Société académique de l'Aube.
Il est également membre de la commission de classement pour la médaille de la reconnaissance française, de la commission supérieure de cassation chargée de pourvoir en matière de loyers et de la commission des infirmières visiteuses.

## Publications
- Du calcul de la durée des peines à l'usage des parquets (1878)
- Étude sur l’œuvre d’Honoré de Balzac (1888, prix d'éloquence)
- La Vérité dans l'art (aperçu esthétique) (1907)